# 32 Pułk Piechoty (Imperium Rosyjskie)
32 Krzemieńczucki pułk piechoty (ros. 32-й пехотный Кременчугский полк) – oddział piechoty okresu Imperium Rosyjskiego. 

## Charakterystyka
Sformowany 16 sierpnia 1806 za panowania cara Aleksandra I Romanowa. Stacjonował między innymi w Warszawie. Nosił nazwy: Krzemieńczucki pp (1811–1833 i 1856–1864), Krzemieńczucki pjegr (1833–1856).

 W przededniu I wojny światowej pułk etatowo posiadał cztery bataliony po cztery kompanie oraz kompanię tyłową. Kompania piechoty czasu wojny liczyła około 240 żołnierzy i 4–5 oficerów. Na szczeblu pułku występował także pododdział karabinów maszynowych (8 km), łączności (w tym 14 konnych gońców i 21 telefonistów) i zwiadowczy (64 zwiadowców, w tym 4 kolarzy). W sumie pułk liczył około 4000 żołnierzy.

## Przyporządkowanie
Lipiec 1914:
- 15 Korpus Armijny – Warszawa
  - 8 Dywizja Piechoty – Warszawa
    - 1 Brygada Piechoty – Warszawa
      - 32 Krzemieńczucki pułk piechoty – Warszawa